# بیبر ای سراتیکس
بیبر ای سراتیکس (به اسپانیایی: Viver i Serrateix) یک شهرستان در اسپانیا است که در استان بارسلون واقع شده‌است.

## خصوصیات
بیبر ای سراتیکس ۶۶٫۸۱ کیلومترمربع مساحت و ۱۸۶ نفر جمعیت دارد و ۷۲۹ متر بالاتر از سطح دریا واقع شده‌است.